# Diecezja David
Diecezja David (łac. Dioecesis Davidensis) – diecezja Kościoła rzymskokatolickiego w Panamie. Należy do archidiecezji panamskiej. Została erygowana 6 marca 1955.

## Ordynariusze
- Tomas Alberto Clavel Méndez (1955–1964)
- Daniel Enrique Núñez Núñez (1964–1999)
- José Luis Lacunza, O.A.R. (1999–2024)
- Luis Enrique Saldaña Guerra, O.F.M. (od 2024)